# Рудак, Аркадий Денисович
Аркадий Денисович Рудак — советский хозяйственный, государственный и политический деятель.

## Биография
Родился в 1911 году в деревне Волосовичи. Член КПСС.
С 1933 года — на хозяйственной, общественной и политической работе. В 1933—1971 гг. — курсант полковой школы, командир отделения, заведующий оружейно-техническим отделом, ответственный секретарем ВЛКСМ в 81-м стрелковом полку 27-й стрелковой дивизии, 1-й секретарь Витебского горкома, затем Гомельского обкома ЛКСМ Белоруссии, участник Великой Отечественной войны, 1-й секретарь подпольного обкома ЛКСМБ и помощник командира партизанского соединения отрядов и бригад Гомельской области, заведующий организационно-инструкторским отделом, заведующий отделом партийных, профсоюзных и комсомольских органов Гомельского обкома КП(б) Белоруссии, слушатель Высшей партийной школы при ЦК ВКП(б), заместитель заведующего отделом партийных, профсоюзных и комсомольских органов, заведующий административным отделом — отделом административных органов ЦК КП(б) Белоруссии, первый секретарь Минского горкома КП Белоруссии, управляющий делами Совета Министров Белорусской ССР, заместитель председателя КГБ при СМ Белорусской ССР.
Избирался депутатом Верховного Совета Белорусской ССР 4-го и 5-го созывов.
Делегат XXI съезда КПСС.
Умер в Минске в 1997 году.